# Vollmert
Vollmert ist ein Stadtteil von Bad Münstereifel im Kreis Euskirchen, Nordrhein-Westfalen.

## Lage
Der Ort liegt südlich der Kernstadt von Bad Münstereifel. Durch den Ort verläuft die Landesstraße 151. Südlich grenzt die Gemeinde Nettersheim an das Dorf.

## Geschichte
Der Ort entstand erst Ende der 1950er Jahre, als einzelne bäuerliche Gehöfte aus Schönau ausgesiedelt und in Vollmert neu angelegt wurden.

## Verkehr
Die VRS-Buslinie 822 der RVK verbindet den Ort mit Bad Münstereifel und weiteren Nachbarorten, überwiegend als TaxiBusPlus im Bedarfsverkehr.
| Linie | Verlauf |
| ----- | --- |
| 822   | MiKE (außer im Schülerverkehr): (Bad Münstereifel Gewerbegeb./Ärzteh. →/ Rathaus ←) Bad Münstereifel Bf – Eifelbad – Eicherscheid – Langscheid / Vollmert – Schönau – (Mahlberg ←) Wasserscheide – Esch – Honerath – Berresheim – Hardtbrücke – Ellesheim – Mutscheid – Nitterscheid – Sasserath – Hilterscheid – Ohlerath (– Rupperath / Wershofen) |

Die Grundschulkinder werden zur Gemeinschaftsgrundschule nach Bad Münstereifel gebracht. 